# Statue de la Liberté (football américain)

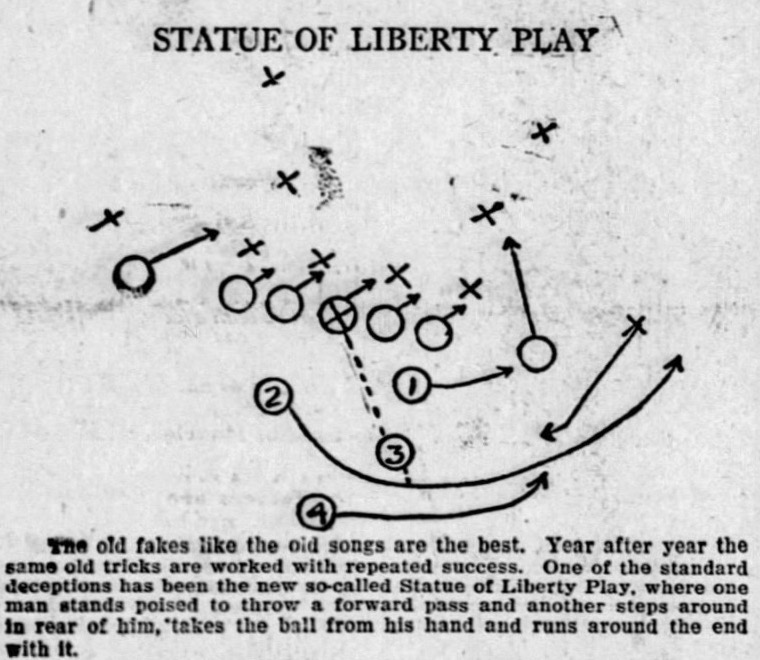
Schéma de la combinaison de mouvements Statue de la Liberté.

La Statue de la Liberté est un jeu piégé ou trick play au football américain. Bien qu'il existe plusieurs variantes de ce jeu offensif, le plus courant est lorsque le quarterback prend le snap, recule, attrape la balle à deux mains comme s'il va réaliser une passe, puis place la balle dans son dos pour la laisser à un de ses coéquipiers (running back ou wide receiver) pendant qu'il lève en l'air son autre bras pour feinter la passe. Le quarterback a alors une position ressemblant à la statue de la Liberté. 
Amos Alonzo Stagg est le premier à avoir demandé ce jeu et il crédite Clarence Herschberger d'avoir été le premier joueur à avoir réalisé cette tactique. Ce jeu est popularisé par Fielding H. Yost alors qu'il est entraîneur principal des Wolverines du Michigan.
En décembre 1970, les Colts de Baltimore de Johnny Unitas joue ce jeu lors d'une victoire 27 à 17 contre les Raiders d'Oakland lors des séries éliminatoires 1970. Il fait également partie du playbook des Rams de Los Angeles au milieu des années 1970 sous l'ère de l'entraîneur Chuck Knox.
En 2005 et 2007, les Patriots de la Nouvelle-Angleterre utilise des variantes de ce jeu avec Tom Brady lors des séries éliminatoires contre les Jaguars de Jacksonville. En 2005, il l'utilise pour un jeu de course renversé. En 2007, Brady, ballon en main, réalise la feinte puis lance une passe pour son receveur Wes Welker qui marque un touchdown.